# Bifrenaria tyrianthina
Bifrenaria tyrianthina là một loài lan.
 Tư liệu liên quan tới Bifrenaria tyrianthina tại Wikimedia Commons

## Hình ảnh

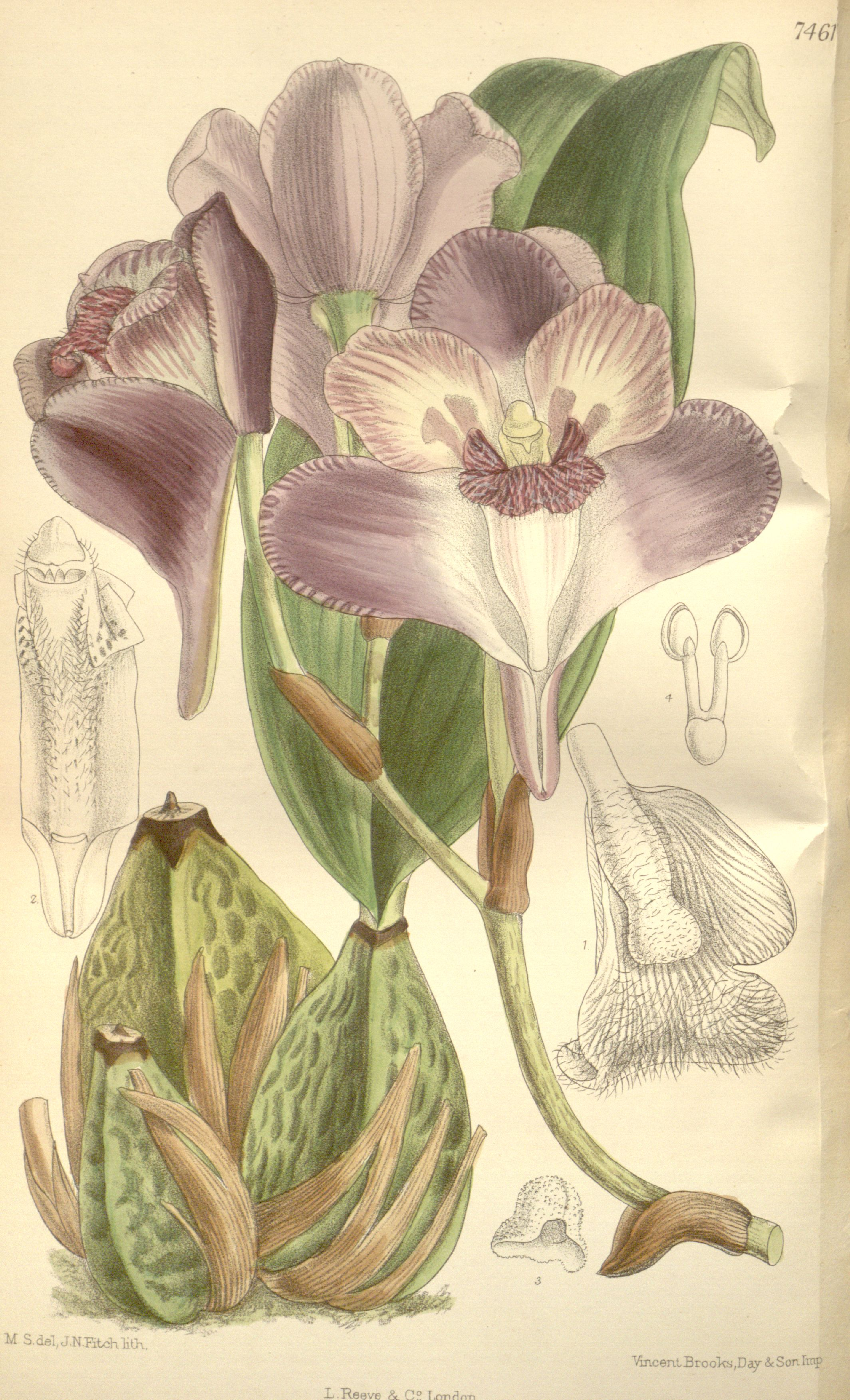
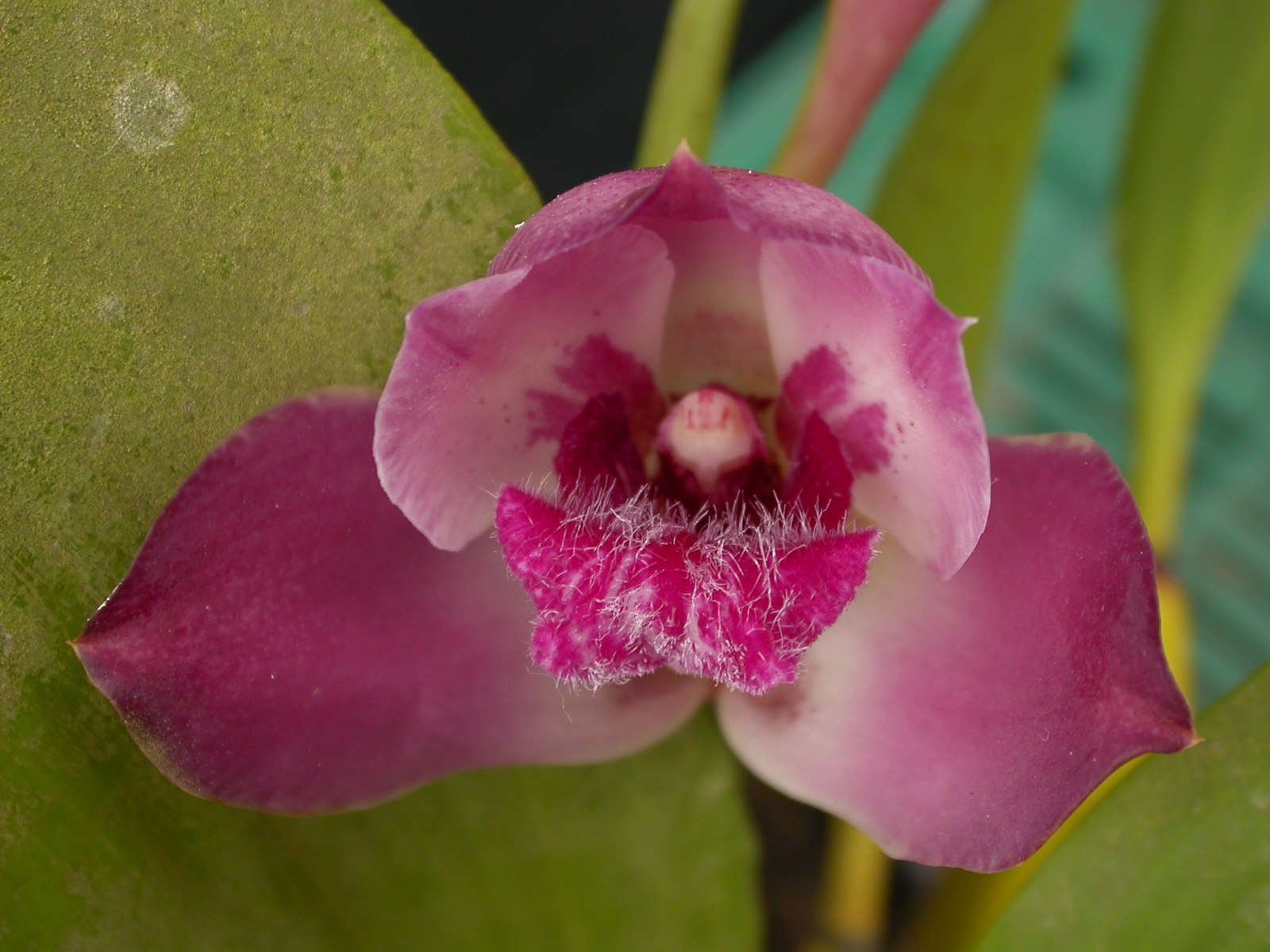
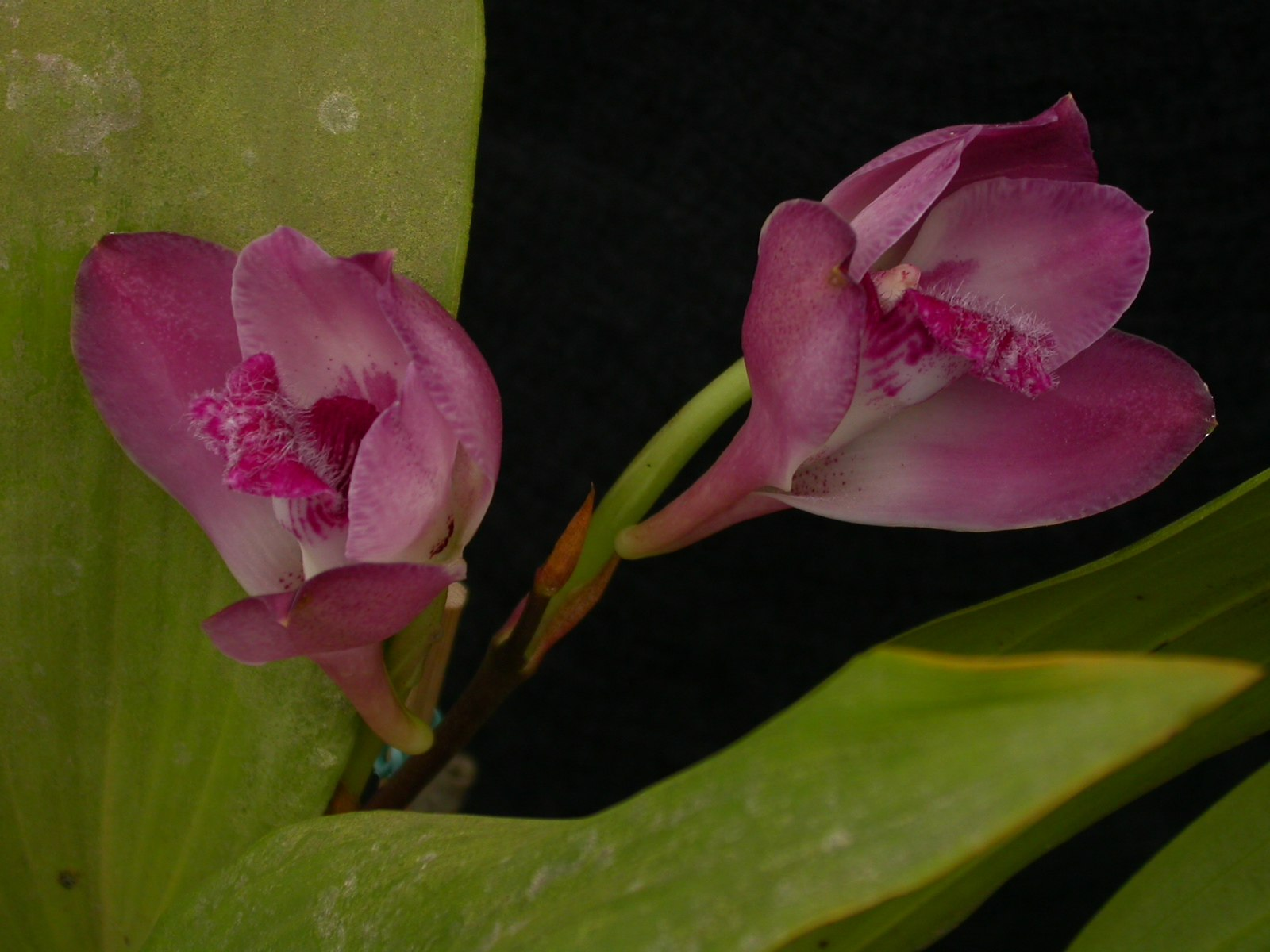
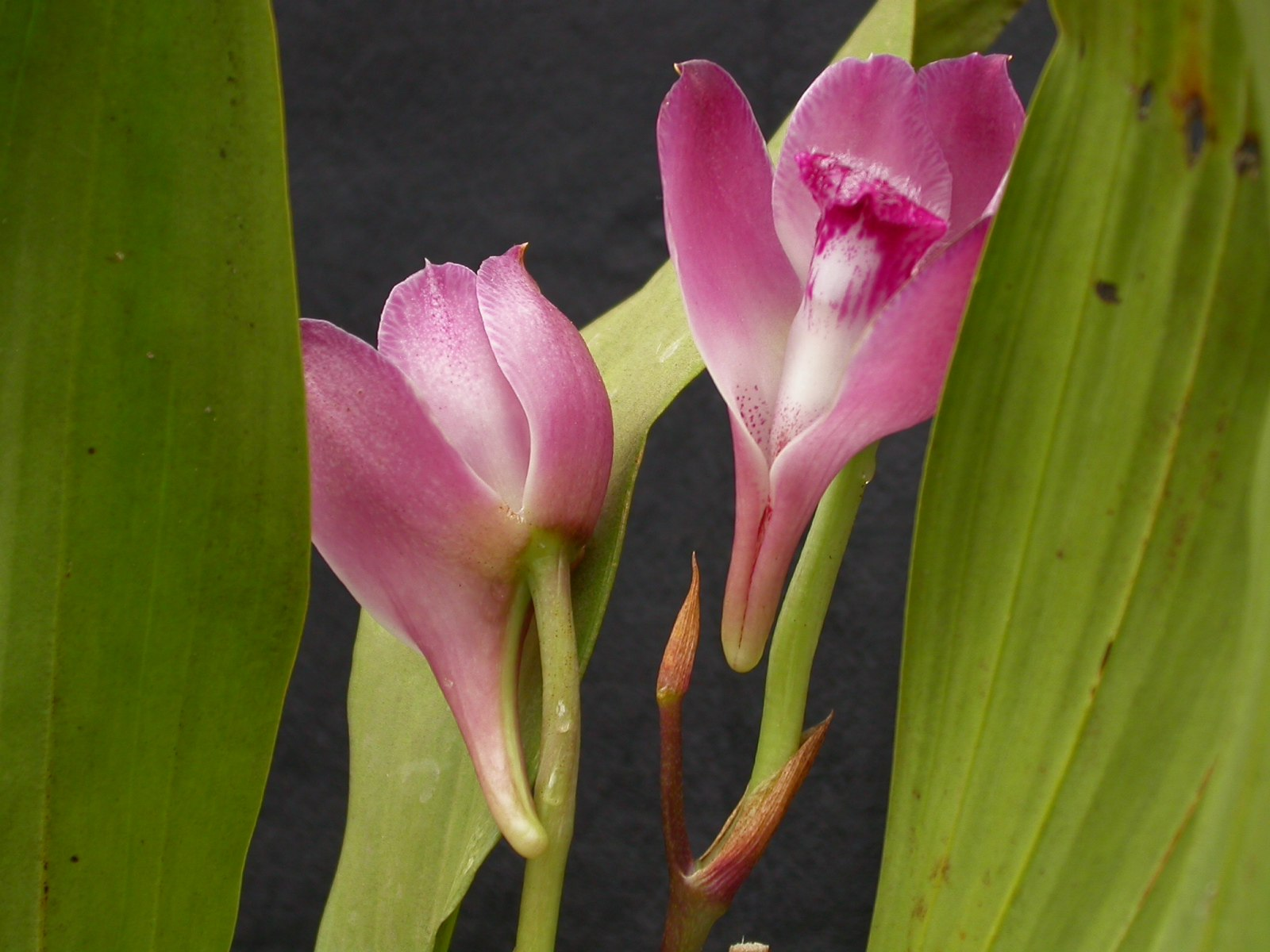